# Кузнецов, Анатолий Фёдорович
Анатолий Фёдорович Кузнецов (22 марта 1938 — 21 мая 2012) — советский и российский тренер по конькобежному спорту. Мастер спорта СССР, заслуженный тренер РСФСР. Тренер СДЮСШОР «Факел» города Лесной.

## Биография
Анатолий Кузнецов родился 22 марта 1938 года в Новосибирске. В 1965 году окончил Свердловский техникум физической культуры. В 1966 году переехал в Свердловск-45 (ныне город Лесной Свердловской области). Там он начал готовить конькобежцев. Среди его первых учеников был Юрий Кондаков который в дальнейшем добился высоких спортивных результатов, становился чемпионом мира, принимал участие в Олимпийских играх. За подготовку Юрия Кондакова в октябре 1971 года Анатолий Кузнецов был удостоен звания «Заслуженный тренер РСФСР». Другим его воспитанником был мировой рекордсмен и участник Олимпийских игр Дмитрий Оглоблин. С 1983 года Анатолий Кузнецов — тренер-преподаватель ДЮСШ «Факел». Его преподавательский стаж составил около тридцати лет.
Награждён медалями «За трудовую доблесть», «Ветеран труда». Свою медаль «Тренер чемпиона СССР» Кузнецов передал местному коллекционеру Сергею Рыбакову.
Умер в городе Лесном 21 мая 2012 года.

## Память
В городе Лесном ежегодно проводится первенство города по конькобежному спорту, посвящённое памяти Анатолия Фёдоровича Кузнецова.